# Acid chloroauric
Axit tetracloroauric(III) là một hợp chất vô cơ có công thức hóa học HAuCl4. Hợp chất này có màu vàng và là chất tiền thân của vàng trong một số ứng dụng. Thuật ngữ chloroauric acid đôi khi được sử dụng để mô tả các vàng chloride khác.

## Điều chế và cấu trúc
Axit tetracloroauric(III) được điều chế bằng cách hòa tan vàng trong nước vương thủy sau đó là cho bay hơi dung dịch. Khi nung nóng lên, chloroauric acid giải phóng hydro chloride, tạo ra vàng(III) chloride. Phản ứng này đảo nghịch: vàng(III) chloride hòa tan trong axit clohydric:
Au2Cl6 + 2HCl ⇌ 2HAuCl4
Trong dung dịch nước, axit tetracloroauric(III) chứa ion [AuCl
4]−
.